# Pe
Pe (ף,פ) är den sjuttonde bokstaven i det hebreiska alfabetet.
פ är dess standardform, men bokstaven nedtecknas i slutet av ord som ף.
ף,פ har siffervärdet 80.